# Ulpiano
(Domizio Ulpiano in D. 1, 1, 1 pr)
Gneo Domizio Annio Ulpiano (in latino Gnaeus Domitius Annius Ulpianus; Tiro, 170 circa – Roma, 228), conosciuto semplicemente come Ulpiano, è stato un politico e giurista romano, considerato uno dei maggiori esponenti della dottrina giuridica romana.

## Biografia

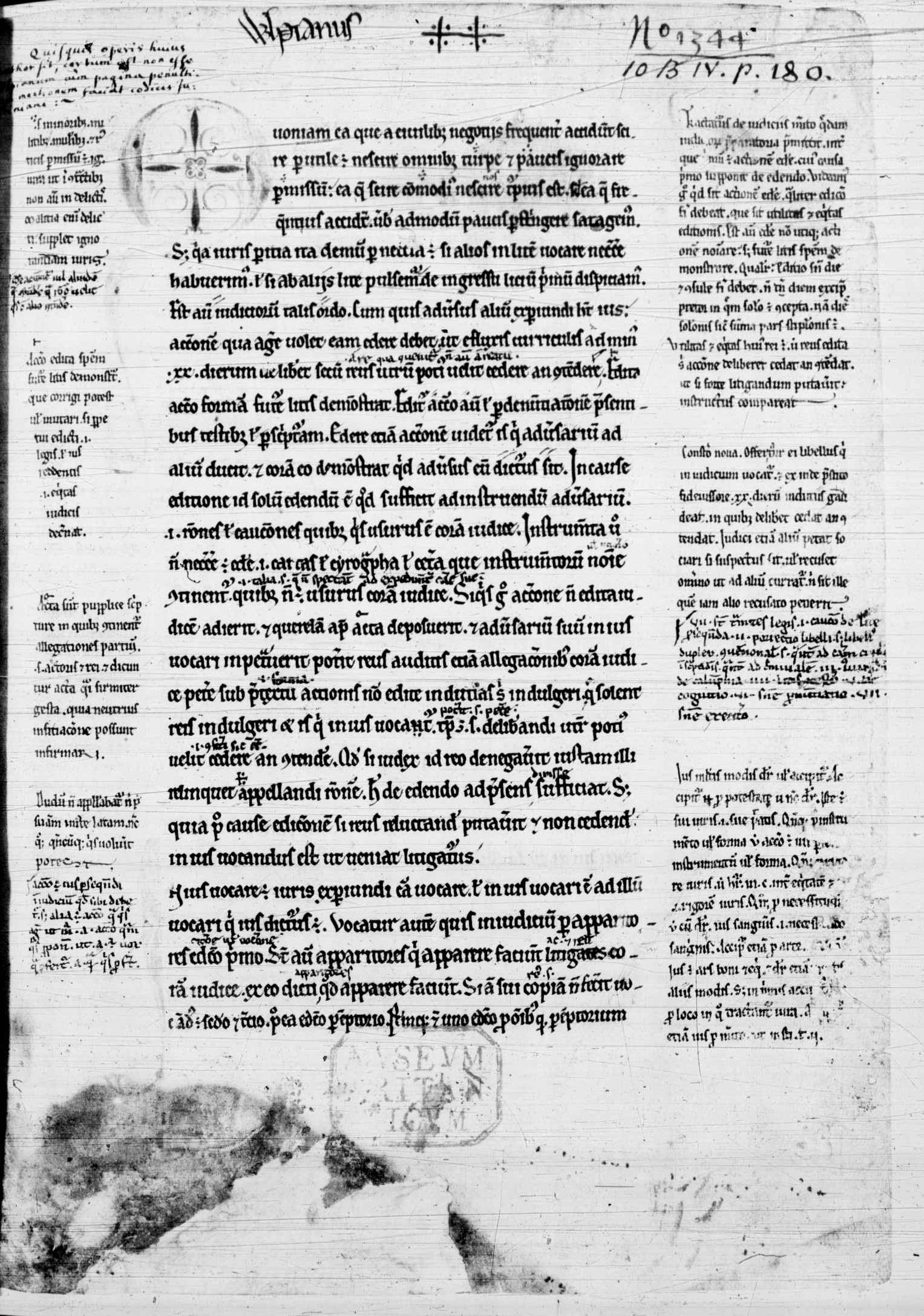
De edendo, manoscritto, XIII secolo. Londra, British Library, Royal MS, Royal MS 10 B IV

### Primi anni
Nato a Tiro, nell'allora provincia romana della Siria, attorno al 170, Ulpiano fu fra gli esponenti più importanti della giurisprudenza romana del suo tempo: formulò e sistemò molte norme del diritto amministrativo, diritto civile romano dell'epoca, che rimangono tutt'oggi a fondamento del diritto moderno e materia di studio nelle facoltà di giurisprudenza.
Teorizzò la distinzione tra Ius naturale, Ius gentium, e Ius civile.

### Carriera politica
Tra il 203 e il 211 fu assessore assieme a Giulio Paolo durante la prefettura di Emilio Papiniano. Fu mentore dell'imperatore Alessandro Severo, con il quale intrattenne una relazione stretta. Capo del consiglio di reggenza dell'imperatore Severo, Ulpiano rimediò alle nefandezze giuridiche e finanziarie imposte dal precedente imperatore Eliogabalo, dando di nuovo autorità al Senato. Il Senato, grato, ricambiò la sua difesa conferendogli dapprima la prefettura dell'annona e poi la prefettura del pretorio. Ulpiano instaurò fra i pretoriani un clima di rigidità e di austerità, cosa che causò malcontento, sfociato infine nella congiura di palazzo guidata da Marco Aurelio Epagato, ex liberto di Caracalla, e quindi nella sua uccisione.

### Importanza giuridica post-mortem
Ulpiano è uno dei cinque giuristi che hanno avuto più considerazione nel periodo imperiale. Inoltre, le sue opere furono ampiamente impiegate nella redazione del Digesto di Giustiniano.

## Opere

### Manoscritti
- De edendo, XIII secolo, London, British Library, Harley MS, Harley MS 3834.
  -  De edendo, XIII secolo, Évreux, Médiathèque, Fonds manuscrits, ms. 19.
  -  De edendo, XIII secolo, London, British Library, Royal MS, Royal MS 10 B IV,  ff. 1-9v.

## Onorificenze
- Foro Ulpiano (Trieste)